# Foxemys
A Foxemys a Bothremydidae teknősök felső kréta korszakban élt (85-72 millió évvel ezelőtt), mára kihalt neme, amit a francia Fox-Amphoux-nál fedeztek fel. Leleteit megtalálták Magyarországon és Spanyolországban is. Koponyája és páncéljának szerkezete hasonló a Polysternonéhoz. Két faj tartozik a nembe: a F. mechinorum  és a F. trabanti.

## Képtár

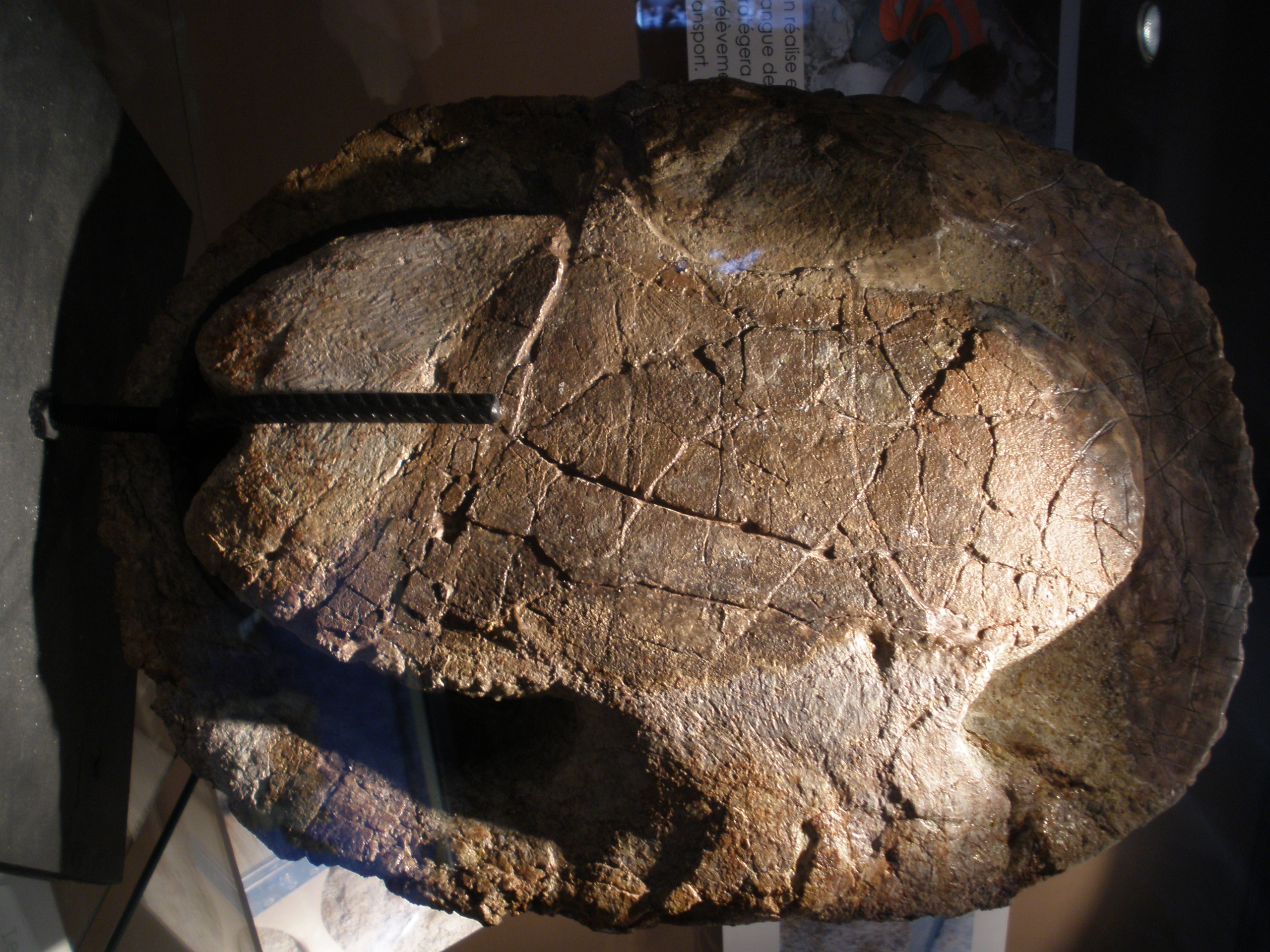
Hasi páncél

## Fordítás
Ez a szócikk részben vagy egészben  a   Foxemys című angol Wikipédia-szócikk ezen változatának fordításán alapul.  Az eredeti cikk szerkesztőit annak laptörténete sorolja fel. Ez a jelzés csupán a megfogalmazás eredetét és a szerzői jogokat jelzi, nem szolgál a cikkben szereplő információk forrásmegjelöléseként.